# 발퀴레의 기승

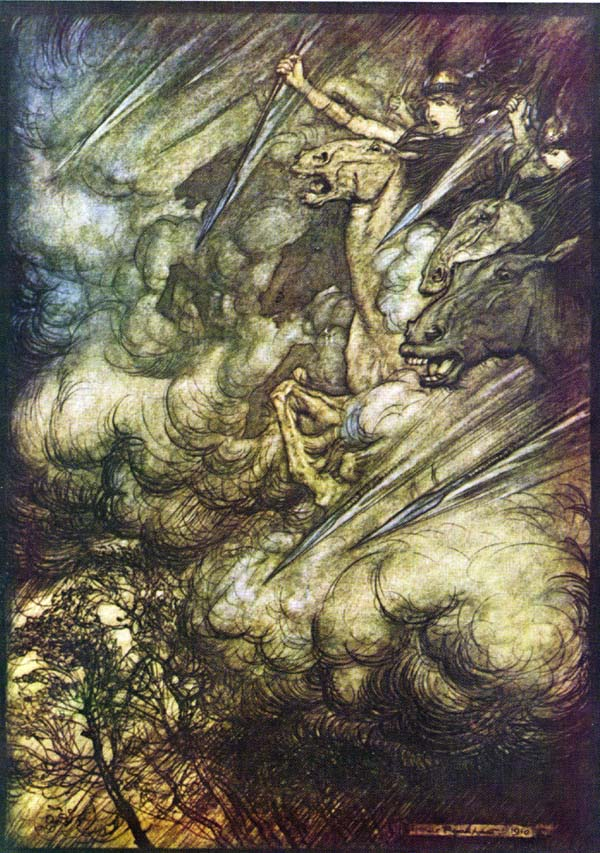
아서 라캄의 삽화.

〈발퀴레의 기승〉(독일어: "Ritt der Walküren" 리트 데어 발퀴렌[*] 또는 독일어: Walkürenritt 발퀴렌리트[*])은 리하르트 바그너의 오페라 4부작 니벨룽의 반지 중 제2부 《발퀴레》 제3막의 시작 곡이다.
《로엔그린》의 결혼행진곡과 함께 바그너의 가장 유명한 곡으로 남았다.